# Jean Noréus
Johannes (Jean) Noréus, född 4 november 1773 i Falu Kristine församling, Kopparbergs län, död 15 februari 1831 i Falu Kristine församling, Kopparbergs län, var en svensk ämbetsman och riksdagsman.

## Biografi
Jean Noréus var son till räntmästaren Johan (Jean) Noréus. Efter studier vid Uppsala universitet blev han filosofie magister där 1794 och kort därefter juris utriusque kandidat. Efter att en tid ha tjänstgjort som vice landssekreterare i Kopparbergs län utnämndes han 1797 till landssekreterare där 1797. 1809 erhöll han lagmans namn och blev 1818 juris hedersdoktor i Uppsala. 1822 erhöll han på egen begäran avsked. Vid sidan av sin ämbetsgärning drev han en omfattande affärsverksamhet i Falun och var engagerad i flera privatföretag. Han var riksdagsman i borgarståndet för Falu bergslags valdistrikt vid riksdagarna 1815, 1817/18, 1823 och 1828/30. I riksdagen var han borgarståndets vice talman 1828. Som riksdagsman stödde han regeringen, och genom sina släktförbindelser hade han nära relationer till Hans Järta, Carl Johan af Nordin och Gustaf Fredrik Wirsén. Jean Noréus bror justitierådet Samuel Noréus var en på sin tid mycket ansedd jurist.